# Far Cry
Far Cry er et populært pc-spil (også udgivet på andre platforme). Spillet er udviklet af Crytek og udgivet af Ubisoft, og bruger Cryteks egen spilmotor CryENGINE.
Crytek har i samarbejde med AMD udviklet en patch til spillet til x64-platforme, der kører med Microsoft Windows XP Professional x64 Edition. Spillet blev udgivet i en gratis singleplayer-version i 2007 for amerikanere, dog optrådte der reklamer inde i spillet. Tilbuddet blev dog senere annulleret igen.

## Resume
Du er Jack Carver, en bådskipper der troede han havde set alt, hvad det det sydlige Stillehav havde at byde på. Men ingenting kunne have forberedt dig på hvad, du snart vil opdage på disse øer. Tungt armerede hære er bare begyndelsen af denne flugt fra helvede.

## Bedømmelser
Spillet har fået følgende bedømmelser:
- "The most exciting shooter since Half-Life", 93% af PCZONE Classic